# Pobedim
Pobedim je naseljeno mjesto u okrugu Nové Mesto nad Váhom u  Trenčínskom kraju u Slovačkoj.

## Stanovništvo
| Godina:     | 1993. | 2003.   | 2013.   | 2023.   |
| ----------- | ----- | ------- | ------- | ------- |
| Broj ljudi: | 1247  | 1223    | 1176    | 1128    |
| Razlika:    |       | -1,92 % | -3,84 % | -4,08 % |

| Godina:     | 2022. | 2023.   |
| ----------- | ----- | ------- |
| Broj ljudi: | 1138  | 1128    |
| Razlika:    |       | -0,87 % |

Prema podacima o broju stanovnika iz 2023. godine naselje je imalo 1128 stanovnika.

## Vanjske poveznice
|  | Zajednički poslužitelj ima još gradiva o temi Pobedim |

- Službena stranica naselja (sl.)